# Socket (elettronica)
Un socket in elettronica indica un tipo di connettore elettrico, fissato su un circuito stampato, che permette di installare un circuito integrato (o anche un più piccolo circuito stampato) sul circuito stampato che lo ospita.
L'installazione è possibile esclusivamente attraverso operazioni di tipo meccanico, realizzando anche il collegamento elettrico tra i due componenti e rendendo dunque facilmente collegabile/scollegabile il dispositivo in questione senza nessuna operazione di saldatura/dissaldatura.
Esistono vari tipi di socket. Per quanto riguarda i circuiti integrati, variano a seconda della tipologia di package.

## Socketper microprocessori monolitici
Nella maggior parte dei casi un socket per microprocessore è formato da un determinato numero di fori che sono presenti in corrispondenza dei pin del microprocessore.
Di seguito è riportato un elenco di socket in ordine cronologico di apparizione sul mercato. Alcuni socket hanno convissuto sul mercato in quanto diversi processori utilizzavano socket differenti pur essendo stati presentati sul mercato in tempi simili, questo spesso per sfruttare caratteristiche peculiari dei diversi tipi di alloggiamento. Nella prima parte abbiamo i socket utilizzati da Intel, nella seconda quelli utilizzati da AMD e nella terza quelli usati da altre case costruttrici di microprocessori.
Alcuni socket sono stati utilizzati da più costruttori di microprocessori.

### Socketper CPU Intel

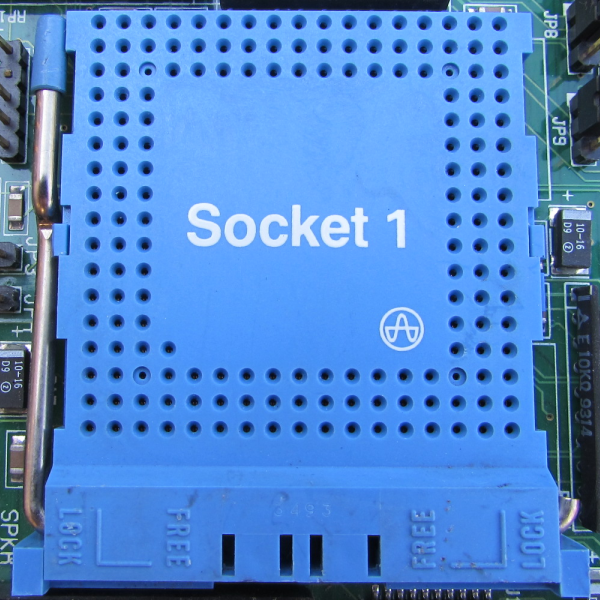
Socket 1

Socket 3

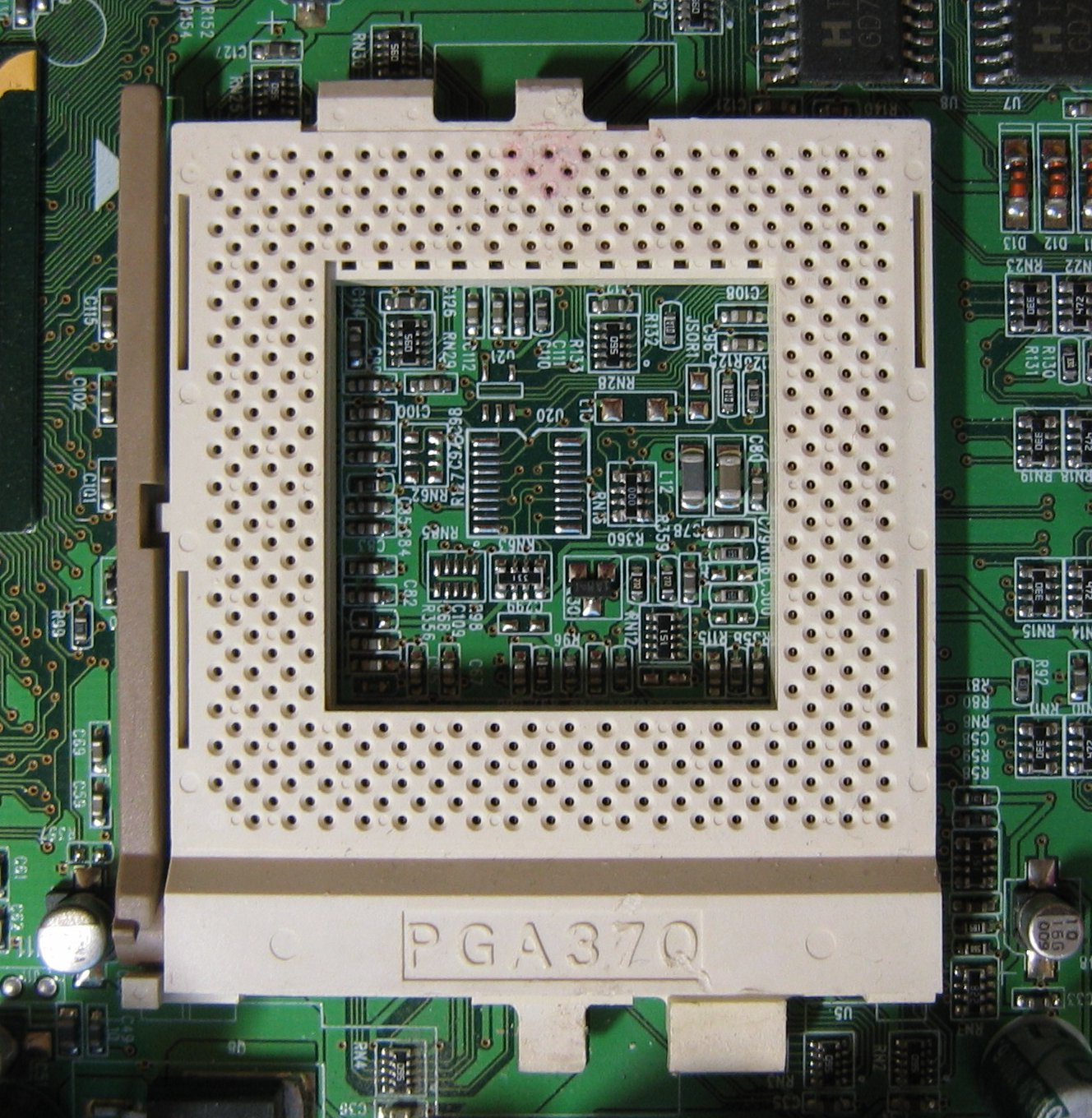
Socket 370

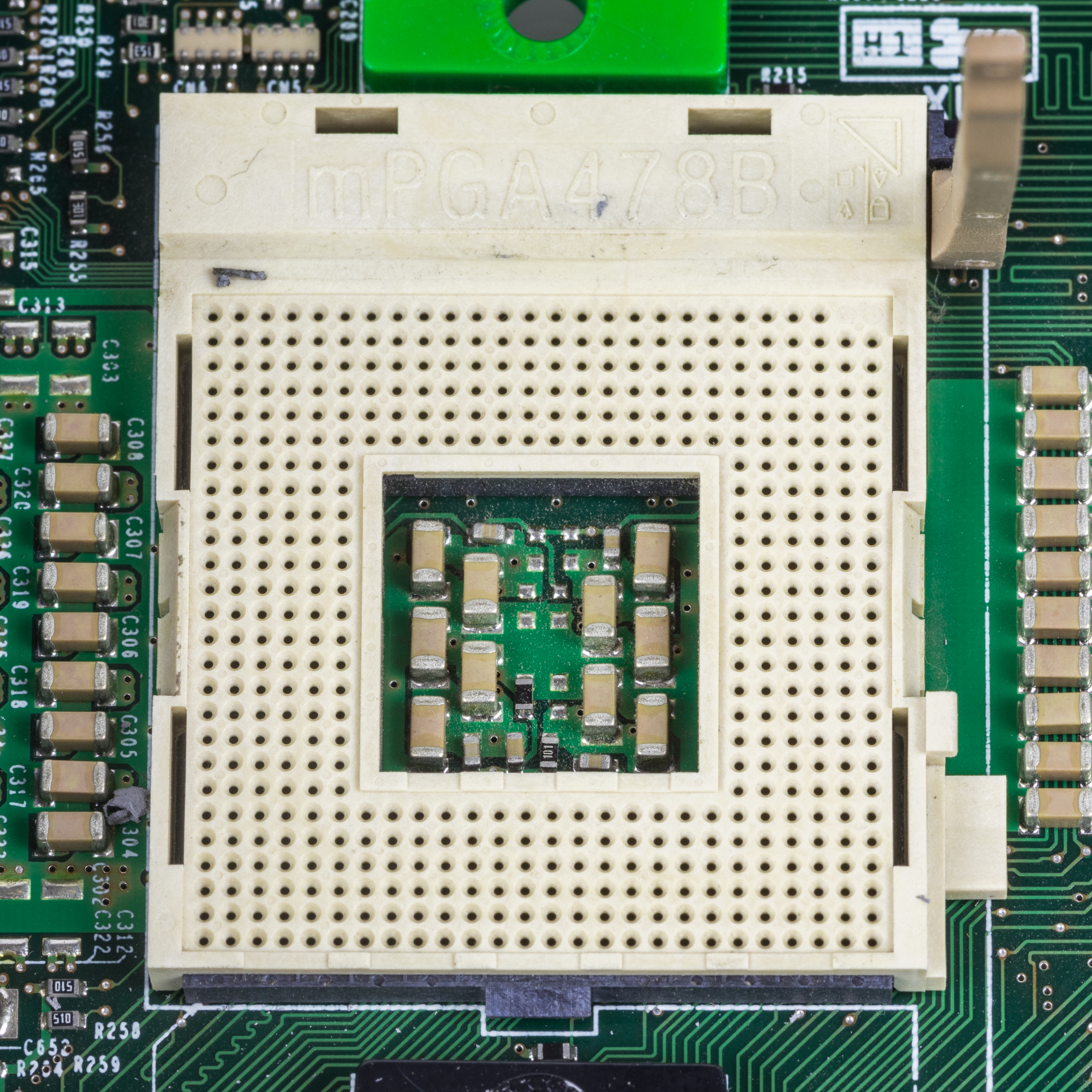
Socket mPGA 478

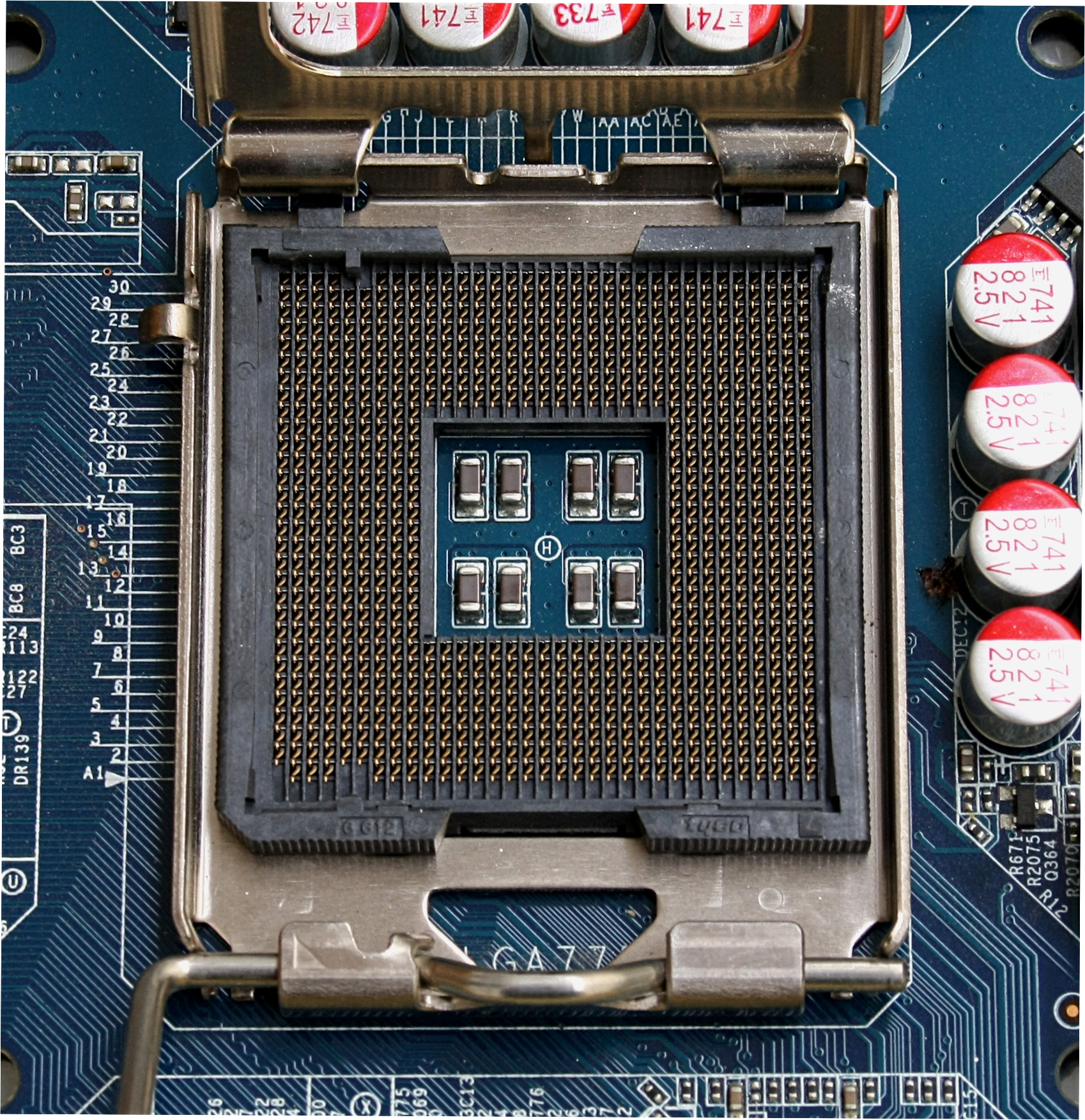
Socket LGA 775 "T"

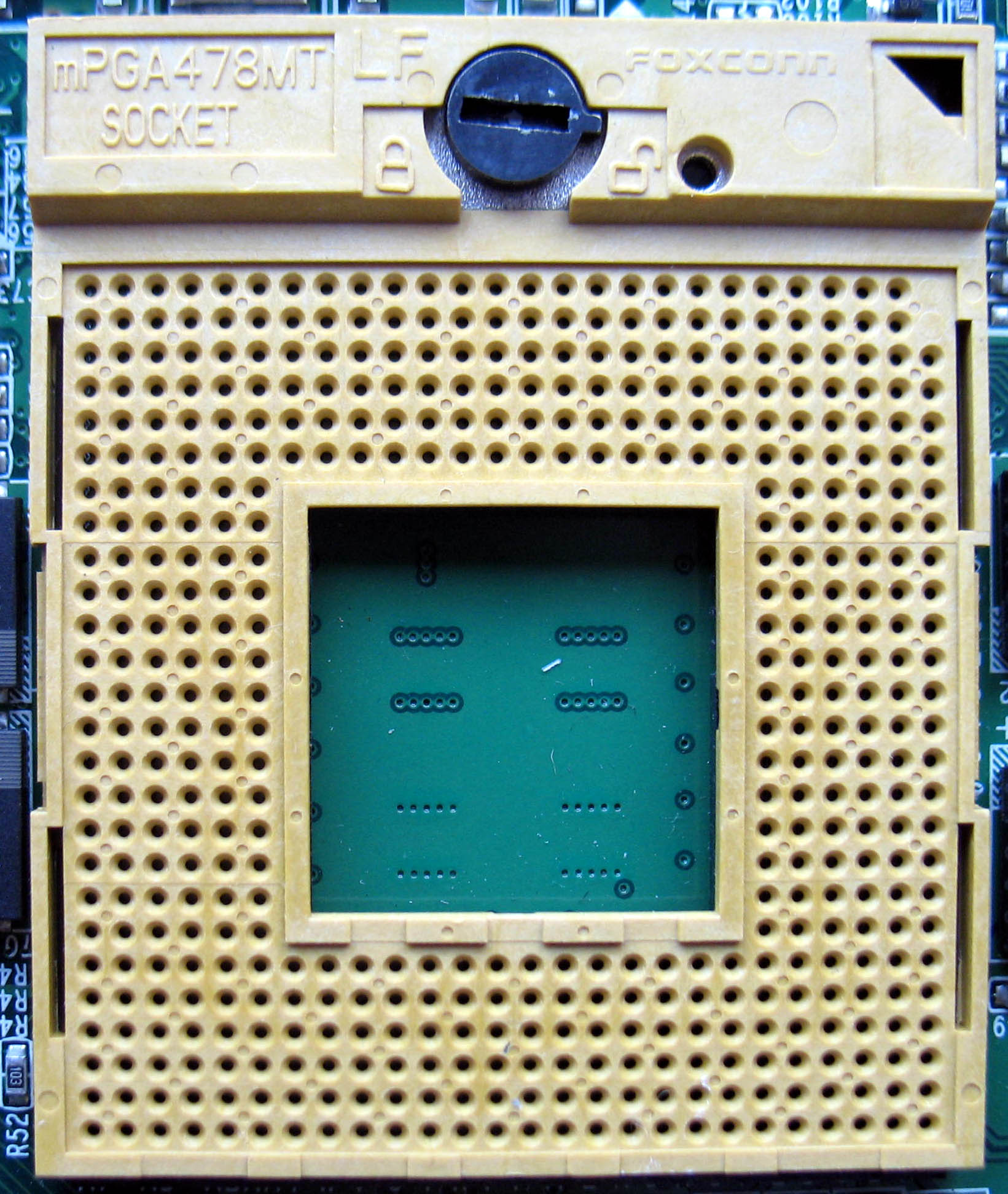
Socket mPGA478 "M"

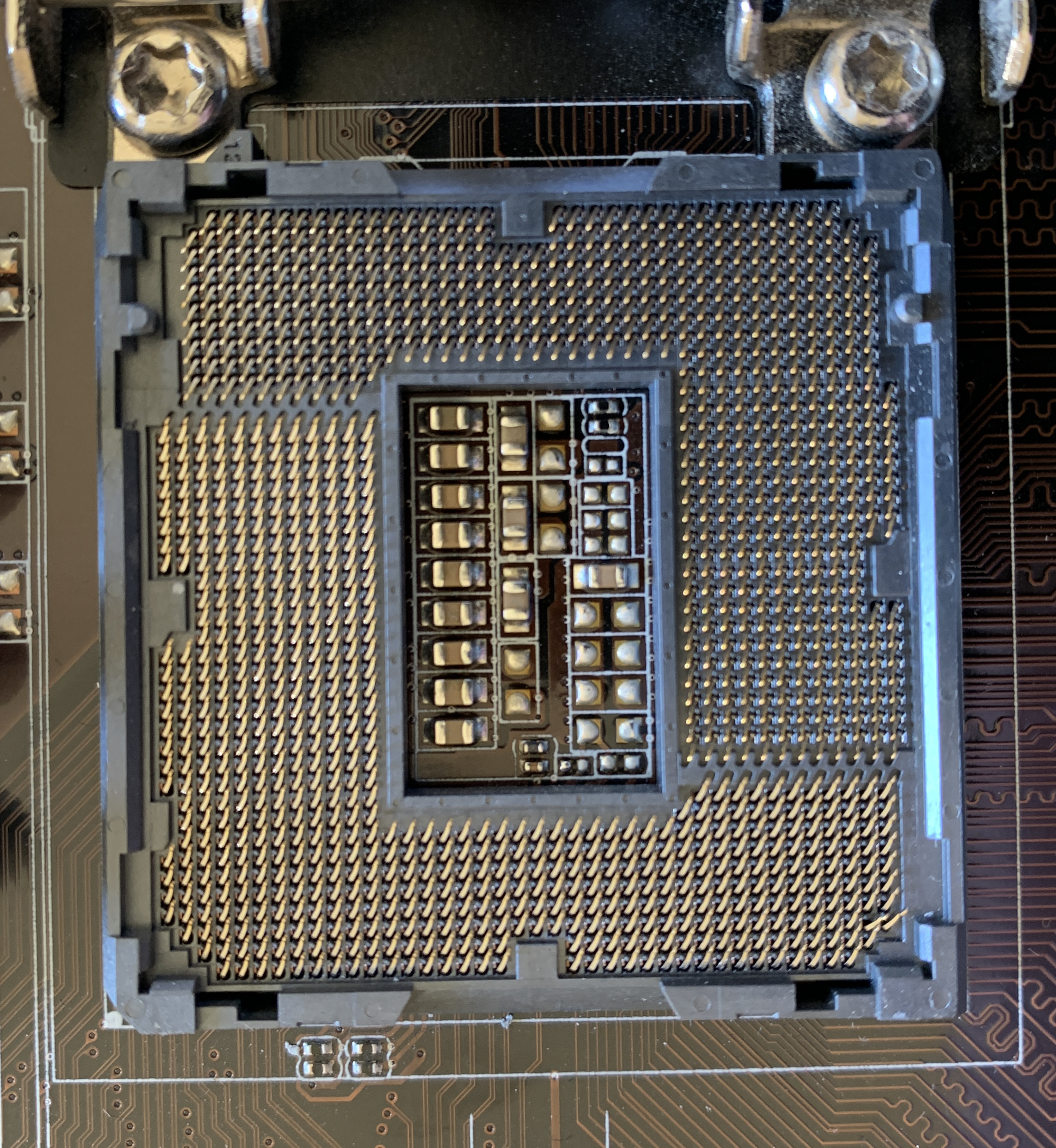
Socket LGA 1150

- Socket 1

Processori 486 SX/DX/OverDrive 16-100 MHz
- Socket 2

Processori 486 SX/DX/OverDrive 25-120 MHz
Processori Intel OverDrive 63-83 MHz
- Socket 3

Processori 486 SX/DX/OverDrive 25-120 MHz
Processori Intel OverDrive 63-83 MHz
- Socket 4

Processori Pentium 60-66 MHz
Processori Intel OverDrive 120-133 MHz
- Socket 5

Processori dal Pentium 75 MHz al Pentium 166 MHz
Processori dal Pentium MMX 166 MHz al Pentium MMX 233 MHz con adattatore
- Socket 6

(Socket derivato dal Socket 3 dopo lievi modifiche)
Ultimi processori 486 DX4 75-120 MHz
- Socket 7

Processori dal Pentium 75 MHz al Pentium 200 MHz
Processori dal Pentium MMX 166 MHz al Pentium MMX 233 MHz
- Socket 8

Processori dal Pentium Pro 150 MHz al Pentium Pro 200 MHz
Primissimi processori Pentium II OverDrive 300-333 MHz
- Socket 370

Processori dal Celeron 300 MHz al Celeron 533 MHz - Core Mendocino
Processori dal Celeron 500 MHz al Celeron 1.1 GHz - Core Coppermine-128
Processori dal Celeron 900 MHz al Celeron 1.4 GHz - Core Tualatin
Processori dal Pentium III 500 MHz al Pentium III 1.13 GHz - Core Coppermine
Processori dal Pentium III 1.0 GHz al Pentium III 1.33 GHz - Core Tualatin
Processori dal Pentium-S III 700 MHz al Pentium-S III 1.4 GHz - Core Tualatin
- Socket 423

Processori dal Pentium 4 1.3 GHz al Pentium 4 2.0 GHz - Core Willamette
Processori dal Pentium 4 1.6 GHz al Pentium 4 ? GHz - Core Northwood con adattatore
Processori dal Celeron 1.7 GHz al Celeron ? GHz - Core Willamette con adattatore
- Socket 478

Processori dal Pentium 4 2 GHz al Pentium 4 2,8 GHz - Core Northwood e Prescott
Processori dal Celeron 1,7 GHz al Celeron 2,9 GHz - Core Willamette, Northwood e Prescott
Processori dal Pentium 4 1,3 GHz al Pentium 4 2,8 GHz - Core Willamette, Northwood e Prescott
Processori dal Pentium 4 EE 3,2 GHz al Pentium 4 EE 3,4 GHz - Core Prestonia e Gallatin
- Socket 479

Processori Pentium M - Core Banias e Dothan
Processori Celeron M - Core Banias-512 e Dothan-1024
- Socket 603 e Socket 604

(Socket utilizzati per i processori server della famiglia Xeon. Chiamati poi Xeon DP per postazioni biprocessore e Xeon MP per postazioni multiprocessore)
Processori dallo Xeon 1.3 GHz allo Xeon 3.06 GHz (Basati su Pentium 4. Chiamati poi Xeon DP per differenziarli dagli Xeon MP) - Core Prestonia
Processori dallo Xeon MP 1.4 GHz allo Xeon MP 2.8 GHz - Core Gallatin
Processori dallo Xeon DP 2.8 GHz allo Xeon DP 3.6 GHz - Core Nocona
Processori Xeon MP (2.83 GHz- 3 GHz- 3.33 GHz) - Core Potomac
Processori Xeon MP (3.16 GHz- 3.66 GHz) - Core Cranfords (Sprovvisto di cache L3)
- Socket PAC418 e Socket PAC611

(Socket utilizzati per i processori server della famiglia Itanium. Il primo supportava gli Itanium ed il secondo gli Itanium 2)
Processori Itanium 1
Processori Itanium 2
- Socket 775

(Intel ha fatto un grande salto passando dal Socket 478 al Socket LGA775. L'abbreviazione LGA sta per Land Grid Array e la differenza principale riguarda i pin, non più presenti sulla CPU ma spostati sul Socket della motherboard.)
Processori dal Pentium 4 2,6 GHz al Pentium 4 3,8 GHz - Core Prescott - core Cedar Mill
Processori dal Celeron 2,5 GHz al Celeron 2,9 GHz - Core Prescott
Processore Pentium 4 EE 3.4 GHz - 3,46 GHz - 3.72 GHz - Core Gallatin - core Prescott
Processori Pentium D da 2.8 GHz a 3.4 GHz - Core Smithfield - Core Presler
Processori Pentium Extreme Edition - 3.20 GHz - 3.46 GHz - 3.72 GHz - Core Smithfield - Core Presler
Processori Intel Core 2 Duo(1.60 GHz - 3.33 GHz) - core Conroe - core allendale - Core Wolfdale
Processori Intel Core 2 Extreme (2.66 GHz - 3.20 GHz) - core Conroe - core Kentsfield - core Yorkfield
Processori Intel Core 2 Quad (2.33 - 3.00 GHz) - core Kentsfield - core Yorkfield
- Socket 771

(Analogo al socket 775, anche questo nuovo socket dedicato agli Xeon di ultima generazione sarà senza i pin di contatto. Andrà a sostituire i Socket 603 e 604.)
Processori Xeon DP serie 50xx - Core Dempsey
Processori Xeon DP serie 51xx - Core Woodcrest
- Socket M

Processori Core 2 Duo
Processori Core Duo
Processori Pentium Dual-Core
Processori Core Solo
Processori Celeron M
Processori Celeron
- Socket P

Processori Core 2 Duo destinati ai portatili delle piattaforma Centrino Pro Santa Rosa - Core Merom
Processori Core 2 Quad
Processori Pentium Dual-Core
Processori Celeron M
- Socket B

(Nome commerciale LGA 1366.)
Processori Core i7: Bloomfield, Xeon DP Gainestown e basati su architettura Nehalem.
- LGA 1155

Processori basati su architettura Sandy Bridge e Ivy Bridge
- LGA 1156 (ex LGA 1160)

Processori Core i3 e Core i5 di tipo:
Desktop Lynnfield e Havendale, mobile Clarksfield e Auburndale, basati su architettura Nehalem in commercio dalla fine del 2008.
- Socket H

Processori (mai sviluppati) basati su architettura Nehalem.
- Socket LS

(Probabilmente il nome commerciale sarà LGA 1567.)
Processori Xeon MP Beckton basati su architettura Nehalem in commercio dall'inizio del 2009.
- LGA 1150

Processori basati su architettura Haswell
- LGA 2011

Processori basati su Sandy Bridge-E e Ivy Bridge-E
- LGA 1151

Processori basati su Skylake
Processori basati su Kaby_Lake
Processori basati su Coffee Lake **
** Il socket per i processori basati su Coffee Lake è identico al Socket LGA 1151 della famiglia Skylake anche se elettricamente incompatibili. (varia il numero e il funzionamento di alcuni pin) Infatti il chipset usato nel caso dei processori Coffee Lake è lo Z370 o H370, nel caso degli Skylake il chipset è lo Z270 o H270
- LGA 1200

Processori basati su Comet Lake

### Socketper CPU AMD

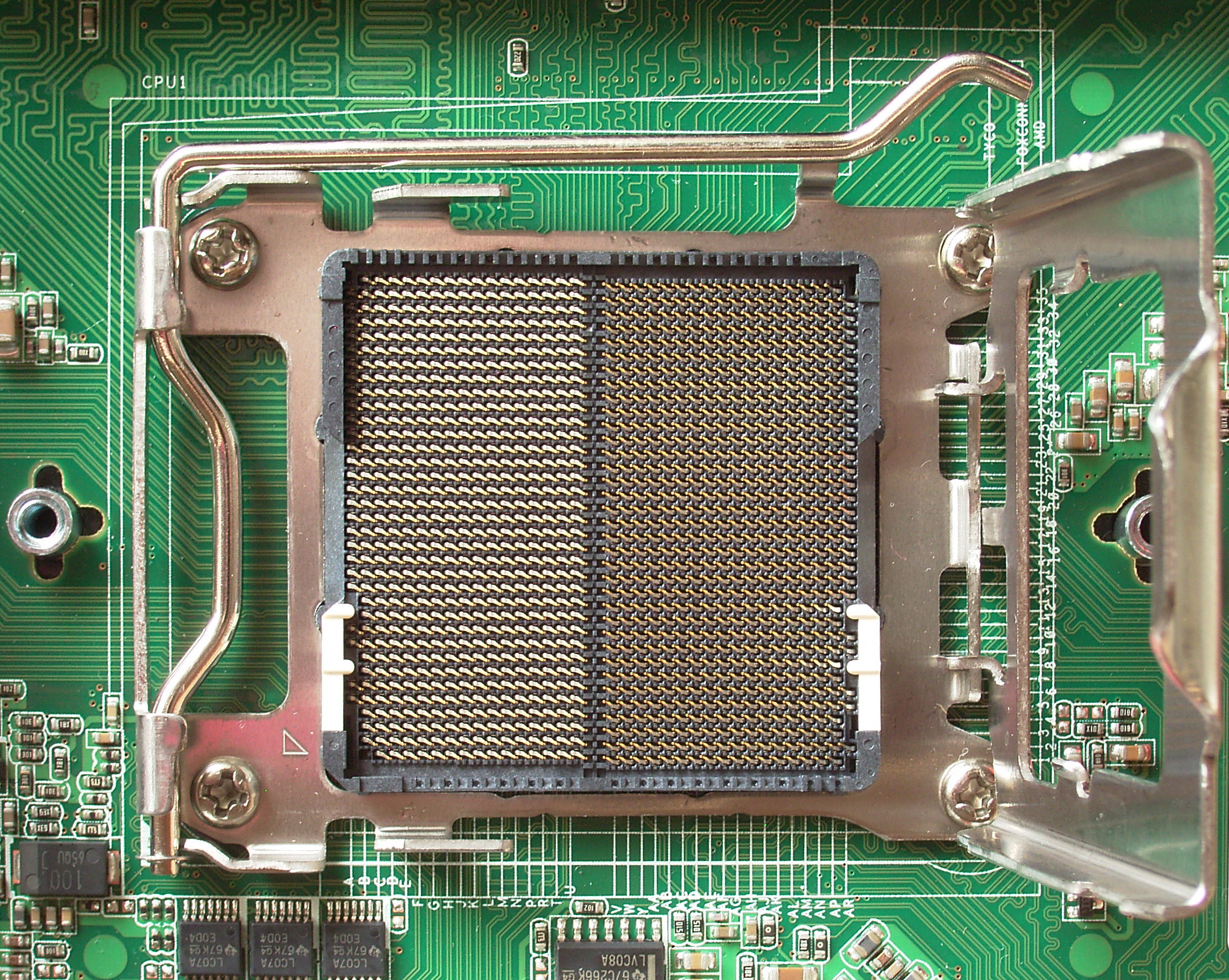
Socket F

- Socket 1

Processori Am5x86 133 con adattatore
- Socket 2

Processori Am5x86 133 con adattatore
- Socket 3

Processori Am46 DX4 120 MHz
Processori Am5x86 133
- Socket 5

Processori dall'AMD K5 75 MHz al K5 166 MHz
- Socket 7

(Chiamato anche Super Socket 7 per non confonderlo con la controparte Intel. Aveva la stessa pedinatura del Socket 7 ma supportava anche l'AGP e un clock maggiore.)
Processori dall'AMD K5 75 MHz al K5 200 MHz
Processori dall'AMD K6 166 MHz al K6 300 MHz
Processori dall'AMD K6-2 266 MHz al K6-II 550 MHz
Processori dall'AMD K6-2 plus 450 MHz al K6-II+ 550 MHz
Processori dall'AMD K6-III 400 MHz al K6-III 550 MHz
Processori dall'AMD K6-III plus 450 MHz al K6-III+ 550 MHz

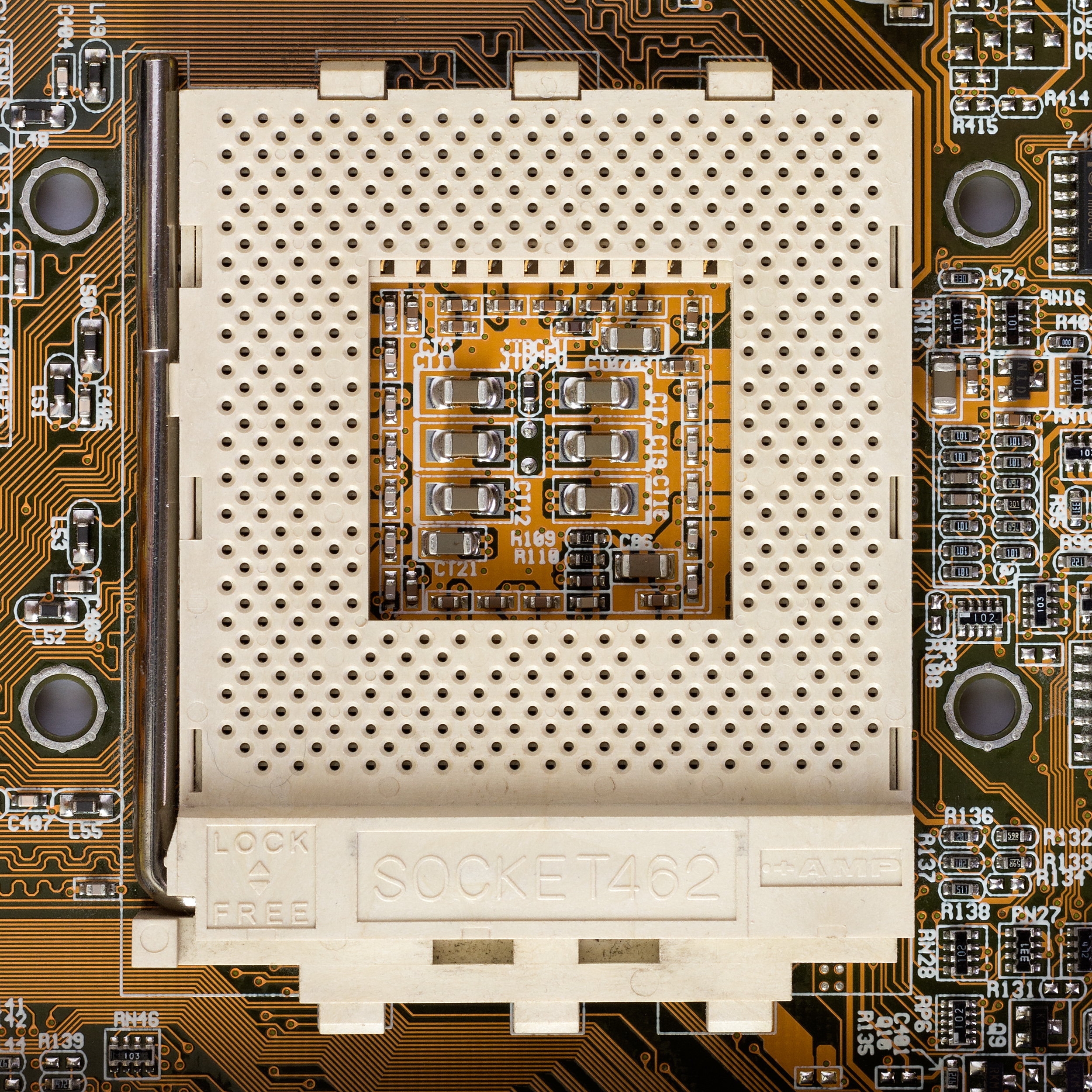
Socket A

- Socket 462

(Conosciuto come Socket A. Famoso per la lunga vita. Creato nel 2000 e abbandonato definitivamente a metà 2005.)
Processori dall'Athlon Classic 650 MHz al 1,4 GHz - Core Thunderbird
Processori dal Duron 600 MHz al Duron 950 MHz - Core Spitfire e Morgan)
Processori dal Duron 900 MHz al Duron 1,8 GHz - Core Applebread
Processori dall'Athlon XP 1500+ all'Athlon XP 2100+ - Core Palomino
Processori dall'Athlon XP 1700+ all'Athlon XP 2100+ - Core Thoroughbread step A
Processori dall'Athlon XP 1700+ all'Athlon XP 2800+ - Core Thoroughbread step B
Processori dall'Athlon XP 2200+ all'Athlon XP 2700+ - Core Thorton (un Barton con cache di secondo livello dimezzata)
Processori dall'Athlon XP 2500+ all'Athlon XP 3200+ - Core Barton
Processori dal Sempron 2200+ al Sempron 3000+ - Core Thoro-B e Barton
- Socket 563

Processori dall'Athlon XP-M 1900+ all'Athlon XP-M 3000+ - Core Thoro-B
Processori dall'Athlon XP-M (Low-Power) 1400+ all'Athlon XP-M (low-Power) 2200+ - Core Thoro-B
- Socket 940

(Probabilmente il Socket AMD che ebbe vita più breve in ambito Desktop. Esiste ancora in ambito server per processori Opteron.)
Processori dall'Athlon 64 FX-51 all'Athlon 64 FX-53 - Core SledgeHammer
Processori Opteron - Core ClawHammer
- Socket 754

Processori dall'Athlon 64 2800+ all'Athlon 64 3700+ - Core ClawHammer e NewCastle
Processori dal Sempron 2600+ al Sempron 3300+ - Core PAlermo
Processori Turion
- Socket 939

(Per il Socket 939, il successore del 940, ci sono quattro differenti versioni di CPU.)
Processori dall'Athlon 64 3000+ all'Athlon 64 4000+ - Core ClawHammer, NewCastle, Winchester e Venice
Processori dall'Athlon 64 FX-53 all'Athlon 64 FX-60 - Core ClawHammer, San Diego

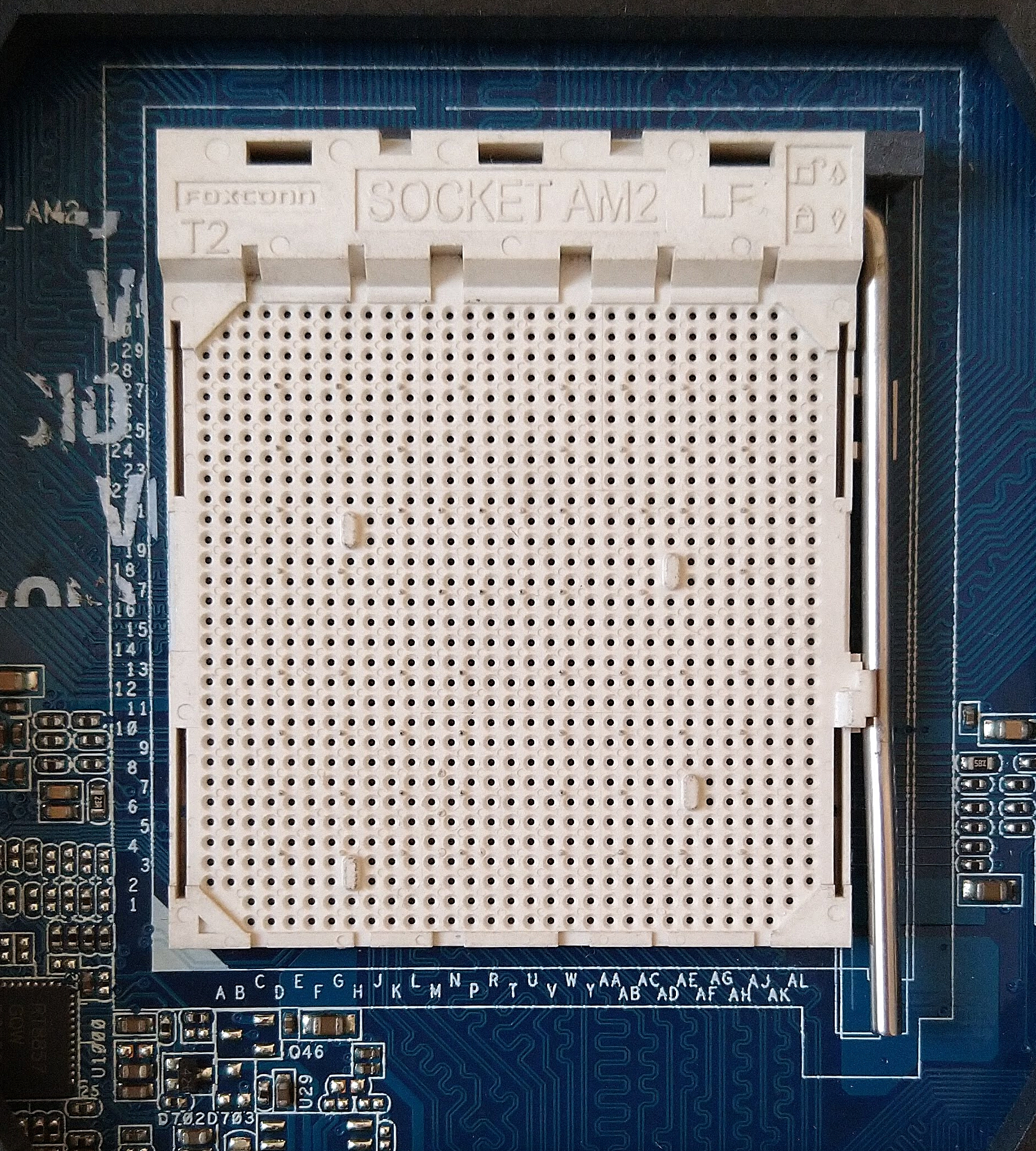
Socket AM2

Processori Athlon 64 X2
- Socket AM2

Processori Athlon 64 X2, con supporto per memorie DDR2
- Socket AM2+

Processori Phenom, Quad/Triple/Dual Core
- Socket AM3

Processori Phenom II Esa/Quad/Triple/Dual Core, con supporto per memorie DDR3
- Socket FM1

APU Llano Quad/Triple/Dual Core, con supporto per memorie DDR3
- Socket FM2

APU Trinity Quad/Dual Core
- Socket L1

(Chiamato anche Socket F o Socket 1207 per ricordare il numero di contatti, sarà il primo socket AMD ad adottare la tecnologia LGA, ovvero con i pin di contatto direttamente sul socket. Viene utilizzato nei processori server Opteron X2 con controller di memoria DDR2.)
- Socket AM1

(precedentemente chiamato FS1b) comprende una classe di CPU che contengono sia una GPU e sia un chipset integrato, formando una completa implementazione SoC.
- Socket AM4

Processori Ryzen basati sull'architettura Zen ed Excavator
- Socket AM5

Processori Ryzen basati sull'architettura Zen 4

### Socketper altre CPU
- Socket 1

Processori Cyrix Cx5x86 100-120 MHz con adattatore
- Socket 2

Processori Cyrix Cx5x86 100-120 MHz con adattatore
- Socket 3

Processori Cyrix Cx5x86 100-120 MHz
- Socket 5

Processori Cyrix Cx6x86 PR 120-233 con adattatore
Processori IDT WinChip 180-200 MHz
Processori IDT WinChip 2 200-240 MHz
- Socket 7

Processori Cyrix Cx6x86 PR 90-333
Processori IDT WinChip 150-240 MHz
Processori IDT WinChip 2 200-266 MHz
- Socket 370

Processori Cyrix III 533-667 MHz - Core Samuel
Processori VIA C3 733-800 MHz - Core Samuel 2
Processori VIA C3 800-866 MHz - Core Erza
Processori VIA C3 800-1000 MHz - Core Erza-T
Processori VIA C3 1.0-1.2 GHz - Core Nehemiah

## Socketper moduli di memoria
- SIPP
- SIMM
- DIMM
- SO-DIMM

## Socket generici

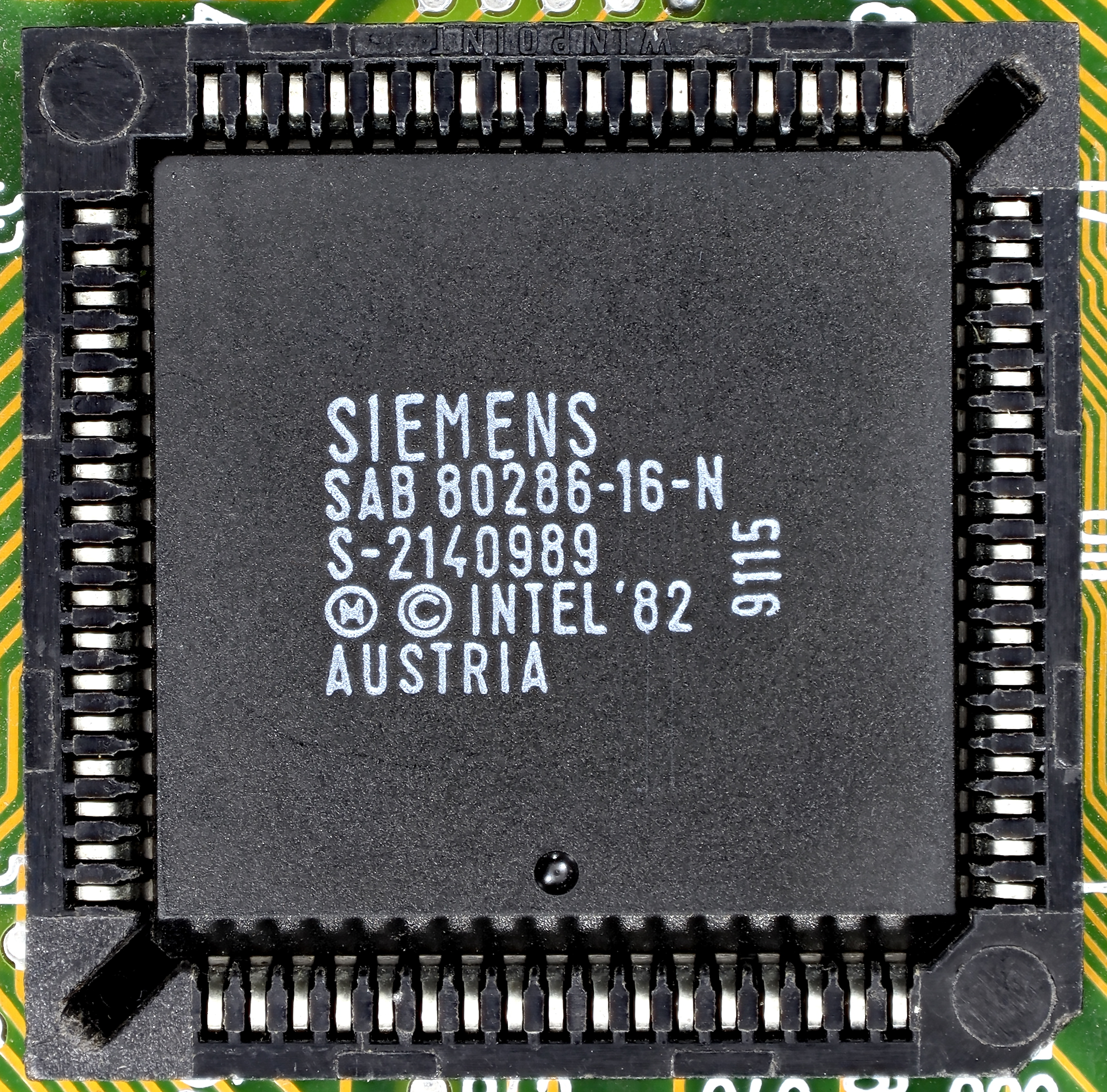
Un microprocessore Siemens SAB 80286 montato su socket PLCC a 68 pin

- LCC: usati per i microprocessori senza piedini
- PLCC: usati per microprocessori e memorie EEPROM (spesso del BIOS)
- DIP: chiamati anche "zoccoli", vengono usati per gli integrati in formato Dual in-line package